# Heikki Liedes
Heikki Liedes, född 12 januari 1993 i Helsingfors, Finland, är en finländsk professionell ishockeyspelare (center) som från och med säsongen 2025/2026 spelar för Luleå HF i Svenska Hockeyligan.